# Battaglia di Gallabat
La battaglia di Gallabat (talvolta anche chiamata battaglia di Metemma) venne combattuta tra il 9 e il 10 marzo 1889 tra le forze del Sudan mahdista, al comando dell'emiro Zeki Tummal, e quelle dell'Impero d'Etiopia, al comando del negus neghesti Giovanni IV d'Etiopia; la battaglia venne combattuta tra gli insediamenti gemelli di Gallabat (oggi in Sudan) e Metemma (nell'attuale Etiopia), per cui entrambi i nomi sono comunemente usati per indicarla.
Nonostante entrambi gli eserciti disponessero di reparti di fucilieri e di qualche cannone, la battaglia viene ricordata come l'ultimo grande scontro in cui entrambe le parti si affrontarono usando prevalentemente armi bianche.

## Preludio
Tra il 1881 ed il 1884, le popolazioni musulmane del Sudan insorsero contro la dominazione Anglo - egiziana sotto la guida del capo religioso Muhammad Ahmad, autoproclamatosi Mahdi, dando luogo alla cosiddetta "Guerra Mahdista". Sconfitti più volte gli egiziani, i ribelli obbligarono i britannici ad ordinare l'evacuazione del paese.
Numerose guarnigioni egiziane rimasero isolate nel sud del paese, e ciò spinse i britannici a negoziare un trattato con l'imperatore d'Etiopia Giovanni IV in base al quale i soldati egiziani poterono attraversare il territorio etiope fino al porto di Massaua; questo trattato fu preso a pretesto dai mahdisti per muovere guerra all'Etiopia. Partendo dalla base di Gallabat, vicino al confine etiope, un esercito sudanese invase l'Etiopia nel settembre del 1885 diretto a Gondar, la vecchia capitale imperiale, ma subì una dura sconfitta ad opera delle forze del ras Alula Engida a Kufit. Nel gennaio del 1887 il negus del Goggiam Tekle Haymanot, un vassallo dell'imperatore Giovanni, attraversò il confine sudanese e saccheggiò la città di Metemma, occupata dai mahdisti; in risposta a ciò, il successore del Mahdi, il califfo Abdallahi ibn Muhammad, inviò un nuovo esercito verso Gondar. Tekle Haymanot affrontò i mahdisti a Sar Weha, ma fu miseramente sconfitto, e la città di Gondar venne duramente saccheggiata, con molti dei suoi abitanti condotti via in schiavitù.
Il saccheggio di Gondar spinse l'imperatore Giovanni a muovere guerra ai mahdisti con il suo esercito principale; inizialmente era riluttante ad impegnarsi a fondo con i mahdisti poiché sospettava una possibile rivolta del suo più potente vassallo, il negus della Scioà Sahle Maryam, ma poi cedette alle pressioni del clero e dei suoi comandanti militari e si diresse con il suo esercito verso Gallabat.

## La battaglia
Sul finire del gennaio del 1889, Giovanni raccolse a Dembiya un imponente esercito di 150 000 uomini e si diresse verso Gallabat, dove erano asserragliati gli 85 000 uomini dell'emiro sudanese Zeki Tummal. Secondo Angelo Del Boca, che ricorda come dello scontro vi siano diverse versioni e nessun testimone europeo, le forze in campo erano più equilibrate come numero: 80 000 per Giovanni contro circa 70 000 per i sudanesi, anche se l'esercito di Giovanni era meglio armato. I mahdisti avevano fortificato la città circondandola con un enorme zariba, una barriera fatta di cespugli spinosi intrecciati che replicava l'effetto del filo spinato. Sempre secondo il Del Boca a difesa della città vi erano almeno due ordini di palizzate, che potrebbero essere questi zariba, anche fossati e ridotte; cita pure la presenza di numerosi preti copti in campo imperiale, come assistenza spirituale, il che non pare strano, visto il carattere religioso di quella guerra.
L'esercito etiope giunse in vista della città l'8 marzo, cominciando l'attacco all'alba del giorno seguente. Le ali dello schieramento etiope erano comandate dai nipoti del negus, il ras Haile Maryam Gugsa a sinistra e il Ras Mangascià a destra, con Giovanni alla guida del centro dello schieramento. Gli etiopi concentrarono i loro attacchi su un solo settore della difesa, riuscendo a rompere le file dei mahdisti e a sospingerli verso la città; i difensori subirono forti perdite ed erano sul punto di crollare, quando improvvisamente la battaglia volse a loro favore: l'imperatore Giovanni, che guidava le sue truppe in prima linea, venne colpito da due pallottole sparate da un cecchino sudanese, una alla mano e una al petto. Ricondotto alla sua tenda, morì quella notte stessa, non prima di aver ordinato ai nobili di riconoscere suo figlio naturale, Ras Mangascià, come suo successore; gli etiopi, demoralizzati dalla morte dell'imperatore, si ritirarono dal campo di battaglia lasciando la vittoria ai sudanesi.
Informato della morte di Giovanni dalle sue spie, Zeki Tummal inviò i suoi soldati all'inseguimento degli etiopi in fuga, raggiungendolo il 12 marzo: mentre il grosso dell'esercito di Giovanni aveva già passato il fiume Atbara, il convoglio guidato dal ras Area che trasportava il corpo dell'imperatore e che si trovava ancora sulla sponda sudanese di questo fiume; gli etiopi furono sconfitti con gravi perdite e il feretro dell'imperatore fu catturato dai sudanesi, che ne inviarono la testa mozzata alla loro capitale, Omdurman, perché fosse esposta come trofeo.

## Conseguenze
La morte dell'imperatore causò un periodo di disordini politici in Etiopia. Anche se ras Alula e altri nobili cercarono di far valere le legittime pretese di Mangascià, nel giro di poche settimane Sahle Maryam fu riconosciuto in tutta l'Etiopia come nuovo imperatore con il nome di Menelik II. Dei disordini approfittarono gli italiani, che nell'ottobre del 1889 negoziarono con Menelik il controverso trattato di Uccialli.
L'esercito mahdista, seppur vittorioso, aveva subito gravi perdite, soprattutto tra i guerrieri migliori; il califfo decise quindi di sospendere le azioni offensive verso l'Etiopia, e il conflitto si ridusse ad una serie di incursioni transfrontaliere su piccola scala.